# Huang Haiyan
Pour les articles homonymes, voir Huang.
Huang Haiyan née le 28 juin 2000, est une joueuse chinoise de hockey sur gazon.

## Carrière
Elle a fait ses débuts en janvier 2022 à Mascate pour concourir à la Coupe d'Asie 2022.